# Portalucerne della Meloria
Il Portalucerne della Meloria è un oggetto romano in bronzo conservato nel Museo archeologico nazionale di Firenze.

## Storia e descrizione
Fu rinvenuto il 15 febbraio 1873 sott'acqua, nei pressi dell'isolotto della Meloria al largo di Livorno.  
Probabilmente appartenente al carico di una nave naufragata, si tratta di un oggetto a forma di albero, usato come porta-lucerne in occasione dei banchetti notturni. Alle estremità dei rami spuntano infatti delle gemme, dove si appendevano le lucerne tramite catenelle.  
Rappresenta forse un albero di fico in primavera, alla cui base spunta anche un serpentello. 
Paragonato a esemplari simili rinvenuti a Pompei e Ercolano, fu probabilmente realizzato, in analogia con gli altri reperti, in una bottega del Mediterraneo orientale, e trasportato in Italia via nave. 
Lo stesso Plinio il Vecchio ricorda dopotutto l'esistenza di illustri esempi simili, come il lucernario a forma di albero di mele che Alessandro Magno aveva sottratto al tempio di Apollo Ismenios a Tebe in Beozia per dedicarlo al tempio di Apollo a Kyme, in Eolia.